# European Sevens Championship 2009
El European Sevens Championship de 2009 fue la octava edición del campeonato de selecciones nacionales masculinas europeas de rugby 7.

## Fase de grupos

### Grupo A
| Equipo   | Encuentros | Encuentros | Encuentros | Encuentros | Tantos  | Tantos    | Tantos     | Puntos |
| Equipo   | jugados    | ganados    | empatados  | perdidos   | a favor | en contra | diferencia | Puntos |
| -------- | ---------- | ---------- | ---------- | ---------- | ------- | --------- | ---------- | ------ |
| Francia  | 4          | 4          | 0          | 0          | 121     | 38        | +83        | 12     |
| Rusia    | 4          | 3          | 0          | 1          | 102     | 51        | +51        | 10     |
| Rumania  | 4          | 1          | 1          | 2          | 76      | 113       | -37        | 7      |
| Moldavia | 4          | 1          | 1          | 2          | 53      | 101       | -48        | 7      |
| Alemania | 4          | 0          | 0          | 4          | 59      | 108       | –49        | 4      |

### Grupo B
| Equipo   | Encuentros | Encuentros | Encuentros | Encuentros | Tantos  | Tantos    | Tantos     | Puntos |
| Equipo   | jugados    | ganados    | empatados  | perdidos   | a favor | en contra | diferencia | Puntos |
| -------- | ---------- | ---------- | ---------- | ---------- | ------- | --------- | ---------- | ------ |
| España   | 4          | 3          | 1          | 0          | 92      | 24        | +68        | 11     |
| Italia   | 4          | 1          | 2          | 1          | 59      | 39        | +20        | 8      |
| Portugal | 4          | 2          | 0          | 2          | 55      | 40        | +15        | 8      |
| Georgia  | 4          | 2          | 0          | 2          | 53      | 87        | –34        | 8      |
| Polonia  | 4          | 0          | 1          | 3          | 26      | 95        | –69        | 5      |

## Fase Final

#### Copa de oro
|  | Semifinales | Semifinales | Semifinales |         |       | Copa         | Copa         | Copa         |  |
|  |             |             |             |         |       |              |              |              |  |
|  |             |             |             |         |       |              |              |              |  |
|  | Rusia       | Rusia       | 24          |         |       |              |              |              |  |
|  | Rusia       | Rusia       | 24          |         |       |              |              |              |  |
|  | España      | España      | 7           |         |       |              |              |              |  |
|  | España      | España      | 7           |         | Rusia | Rusia        | 26           |              |  |
|  |             |             |             |         | Rusia | Rusia        | 26           |              |  |
|  |             |             | Francia     | Francia | 19    |              |              |              |  |
|  | Francia     | Francia     | Francia     | Francia | 19    | 38           |              |              |  |
|  | Francia     | Francia     |             |         |       | 38           |              |              |  |
|  | Italia      | Italia      | 5           |         |       | Tercer lugar | Tercer lugar | Tercer lugar |  |
|  | Italia      | Italia      | 5           |         |       | Tercer lugar | Tercer lugar | Tercer lugar |  |
|  |             |             |             |         |       |              |              |              |  |
|  |             |             |             |         |       | Italia       | Italia       | 19           |  |
|  |             |             |             |         |       | Italia       | Italia       | 19           |  |
|  |             |             |             |         |       | España       | España       | 12           |  |
|  |             |             |             |         |       | España       | España       | 12           |  |
|  |             |             |             |         |       |              |              |              |  |

| Bandera de Rusia |
| Campeón Rusia    |
| Segundo título   |